# Inge Pool
Inge Pool is een Nederlands triatlete. Ze haalde in 1992 een zilveren medaille tijdens het Nederlands kampioenschap triatlon op de lange afstand.

## Belangrijke prestaties
- 1992:  NK triatlon op de lange afstand in Almere (9:30:15)
- 1992:  triatlon van Zundert